# Tripp’s Rockband
Tripp’s Rockband (Originaltitel: I’m in the Band) ist eine US-amerikanische Sitcom der Walt Disney Company aus dem Jahr 2009. Produziert wird die Serie von Disney XD und It’s a Laugh Productions. In den USA wurde am 27. November 2009 die erste Folge auf Disney XD als Preview gezeigt, bevor am 18. Januar 2010 die normale Ausstrahlung begann. In Deutschland wurde die erste Folge ebenfalls vorab am 26. März 2010 als Preview gezeigt, bevor am 30. April 2010 die normale Ausstrahlung begann. Seit dem 11. Oktober 2010 ist in den USA die zweite Staffel zu sehen und seit 27. Mai 2011 auch in Deutschland.
Die Serie spielt im selben Serienuniversum wie Hotel Zack & Cody, Hannah Montana, Die Zauberer vom Waverly Place, Jessie, Raven blickt durch und somit auch Einfach Cory, was durch den Auftritt der Charaktere aus Zack & Cody an Bord in der Folge Tripp’s Rockband an Bord deutlich gemacht wird.
Disney entschied sich im April 2011 keine dritte Staffel der Serie in Auftrag zu geben, da die Zuschauerzahlen niedrig waren.

## Handlung
Der fünfzehn Jahre alte Tripp Campbell träumt davon ein Teil einer Rockband zu sein. Als er einen Wettbewerb im Radio mitmacht, bei dem als Preis ein Abendessen mit seiner Lieblingsband, Iron Weasel (Eine Parodie von Iron Maiden) aussteht, gewinnt er und sein Traum wird endlich wahr. Er schafft es, sie mit seinem Gitarrenspiel zu begeistern und überzeugt sie so ihn zum Lead-Gitarristen zu erklären.
Tripps neue Bandmitglieder sind drei Männer mittleren Alters: Der Sänger Derek Jupiter, der Bassist Burger Pitt und der Schlagzeuger Ash. Die Bandkollegen spotten zunächst über die Idee, ein Kind in ihre Band aufzunehmen, so bietet Tripp ihnen das Gästezimmer im Haus seiner Mutter an, welches eine komfortable Alternative zu deren bisheriger Wohnsituation in einem engen Van darstellt.
Zu seinem Glück kann Tripp auch seine Mutter letztendlich für sich gewinnen, und für die großen Veränderungen im Familienleben, die seinetwegen stattfinden werden. Auf ihre nonkonformistische Weise wird die Band Tripp durch seine Schulzeit an der Highschool helfen, mit dem langfristigen Ziel, aus ihm einen echten Rockstar zu machen.
Tripps beste Freundin Izzy Fuentes ist eine aufstrebende Sängerin, die versucht Tripp auf den Boden der Tatsachen zurückzuholen und ihn aus Schwierigkeiten rauszuhalten. Dennoch sehnt sie sich immer danach, auch einmal für die Band zu singen. Tripp setzt große Hoffnungen in die Band und macht alles, was er kann, um dieser zu einem epischen Comeback zu verhelfen.

## Besetzung
| Rolle                      | Darsteller          | Synchronsprecher    | Hauptrolle | Nebenrolle |
| -------------------------- | ------------------- | ------------------- | ---------- | ---------- |
| Tripp Ryan Campbell        | Logan Miller        | Max Felder          | 1–2        |            |
| Derek Jupiter              | Steve Valentine     | Thomas Wenke        | 1–2        |            |
| Burger Pitt                | Greg Baker          | Gerhard Jilka       | 1–2        |            |
| Ashley „Ash“ Tyler         | Stephen Full        | Martin Halm         | 1–2        |            |
| Isabella „Izzy“ Fuentes    | Caitlyn Taylor Love | Katharina Iacobescu | 1–2        |            |
| Beth Campbell              | Beth Littleford     | Katrin Fröhlich     |            | 1–2        |
| Jared                      | Aaron Albert        |                     |            | 1          |
| Oma Nana                   | Eve Bremmer         |                     |            | 1–2        |
| Cornelius Strickland       | Reginald VelJohnson |                     |            | 1–2        |
| Ernesto, das Biesto        | Hollywood Yates     |                     |            | 1          |
| Charles „Chucky“ Albertson | Zayne Emory         |                     |            | 1–2        |
| Lana                       | Katelyn Pacitto     |                     |            | 1          |
| Arlene Roca                | Raini Rodriguez     | Sabine Bohlmann     |            | 1          |
| Barry Roca                 | Carlos Alazraqui    |                     |            | 1          |
| Bryce Johnson              | Spencer Boldman     |                     |            | 1–2        |
| Simon Craig                | Alan Thicke         |                     |            | 2          |
| Maurice Jenkins            | Mark Teich          |                     |            | 2          |

## Ausstrahlung
| Staffel   | Episoden | Ausstrahlung (USA) Disney XD           | Ausstrahlung (Deutschland) Disney XD | Ausstrahlung (Deutschland) Super RTL |
| --------- | -------- | -------------------------------------- | ------------------------------------ | ------------------------------------ |
| Staffel 1 | 20       | 27. November 2009 bis 8. November 2010 | 26. März 2010 bis 16. April 2011     | seit 29. Januar 2011                 |
| Staffel 2 | 22       | 11. Oktober 2010 bis 9. Dezember 2011  | 27. Mai 2011 bis 23. März 2012       |                                      |

## Episodenliste
| Nummer (Gesamt) | Nummer (Staffel) | Originaltitel              | Deutscher Titel                    | Erstausstrahlung (Disney XD USA) | Erstausstrahlung (Disney XD Deutschland) | Erstausstrahlung (Super RTL) |
| 01              | 01               | Weasels in the House       | Hier kommt Iron Weasel!            | 27. November 2009                | 26. März 2010                            | 29. Januar 2011              |
| 02              | 02               | I Wanna Punch Stuff        | Riffs des Zorns                    | 18. Januar 2010                  | 30. April 2010                           | 30. Januar 2011              |
| 03              | 03               | Slap Goes the Weasel       | Nieder mit Iron Weasel!            | 25. Januar 2010                  | 7. Mai 2010                              | 31. Januar 2011              |
| 04              | 04               | Annoying Arlene            | Die nervige Arlene                 | 1. Februar 2010                  | 14. Mai 2010                             | 1. Februar 2011              |
| 05              | 05               | Got No Class               | Hausmeister Ash                    | 8. Februar 2010                  | 21. Mai 2010                             | 2. Februar 2011              |
| 06              | 06               | Cat-Astrophe               | Die Kater-Strophe                  | 15. Februar 2010                 | 28. Mai 2010                             | 3. Februar 2011              |
| 07              | 07               | Flip of Doom               | Der Sprung des Wahnsinns           | 22. Februar 2010                 | 4. Juni 2010                             | 4. Februar 2011              |
| 08              | 08               | Birthdazed                 | Geburtstagstraum(a)                | 15. März 2010                    | 11. Juni 2010                            | 5. Februar 2011              |
| 09              | 09               | Geezers Rock               | Knackige Rocker, rockige Knacker   | 30. April 2010                   | 18. Juni 2010                            | 6. Februar 2011              |
| 10              | 10               | Spiders, Snakes and Clowns | Spinnen, Schlangen und Clowns      | 7. Mai 2010                      | 25. Juni 2010                            | 7. Februar 2011              |
| 11              | 11               | Magic Tripp                | Stress raus, Ruhe rein             | 28. Juni 2010                    | 23. Juli 2010                            | 8. Februar 2011              |
| 12              | 12               | What Happened?             | Der Leguan, das Baby und die Gurke | 5. Juli 2010                     | 2. Juli 2010                             | 9. Februar 2011              |
| 13              | 13               | Road Tripp                 | Tripps erste Tour                  | 12. Juli 2010                    | 13. August 2010                          | 10. Februar 2011             |
| 14              | 14               | Prank Week                 | Herr der Streiche                  | 19. Juli 2010                    | 9. Juli 2010                             | 11. Februar 2011             |
| 15              | 15               | Money Bags                 | Reich und hübsch und reich!        | 26. Juli 2010                    | 6. August 2010                           | 12. Februar 2011             |
| 16              | 16               | Bleed Guitarist            | Duell im Rampenlicht               | 23. August 2010                  | 27. August 2010                          | 13. Februar 2011             |
| 17              | 17               | Izzy Gonna Sing?           | Izzy’s Rockband                    | 18. Oktober 2010                 | 5. November 2010                         | 14. Februar 2011             |
| 18              | 18               | Weasels vs. Robots         | Rockstars gegen Roboter            | 25. Oktober 2010                 | 17. November 2010                        | 15. Februar 2011             |
| 19              | 19               | Happy Fun Metal Rock Time  | Gameshow-Wahnsinn                  | 1. November 2010                 | 16. April 2011                           |                              |
| 20              | 20               | Last Weasel Standing       | Jeder gegen jeden gegen alle       | 8. November 2010                 | 19. Dezember 2010                        | 16. Februar 2011             |

| Nummer (Gesamt) | Nummer (Staffel) | Originaltitel                       | Deutscher Titel                                 | Erstausstrahlung (Disney XD USA) | Erstausstrahlung (Disney XD Deutschland) | Erstausstrahlung (Super RTL) |
| 21              | 01               | I’m Out of the Band, Part 1         | Tripp’s Metalband, Teil 1                       | 17. Januar 2011                  | 27. Mai 2011                             |                              |
| 22              | 02               | I’m Out of the Band, Part 2         | Tripp’s Metalband, Teil 2                       | 17. Januar 2011                  | 27. Mai 2011                             |                              |
| 23              | 03               | Iron Weasel: The Video Game         | Iron Weasel: Das Videospiel                     | 24. Januar 2011                  | 3. Juni 2011                             |                              |
| 24              | 04               | Weasels on Deck                     | Tripp’s Rockband an Bord                        | 11. Oktober 2010                 | 26. August 2011                          |                              |
| 25              | 05               | Extreme Weasel Makeover             | Zum Affen gemacht                               | 31. Januar 2011                  | 10. Juni 2011                            |                              |
| 26              | 06               | Camp Weasel Rock                    | Tripp’s Rock-Camp                               | 7. Februar 2011                  | 17. Juni 2011                            |                              |
| 27              | 07               | Chucky’s Revenge                    | Chucky’s Rache                                  | 28. Februar 2011                 | 24. Juni 2011                            |                              |
| 28              | 08               | Burning Down the House              | Schutt und Asche                                | 7. März 2011                     | 1. Juli 2011                             |                              |
| 29              | 09               | Who Dunnit?                         | Wo ist "der Kleine"?                            | 14. März 2011                    | 8. Juli 2011                             |                              |
| 30              | 10               | Yo, Check My House                  | Yo, check mein Haus!                            | 21. März 2011                    | 15. Juli 2011                            |                              |
| 31              | 11               | Grand Theft Weasel                  | Der große Geldtütenraub                         | 28. März 2011                    | 22. Juli 2011                            |                              |
| 32              | 12               | Don’t Date the Principal’s Daughter | Rektorentöchter küsst man nicht                 | 4. April 2011                    | 29. Juli 2011                            |                              |
| 33              | 13               | Weasels on a Plane                  | Höhenkoller                                     | 13. Juni 2011                    | 5. August 2011                           |                              |
| 34              | 14               | Lords of the Weasels                | Der Herr der Weasel                             | 20. Juni 2011                    | 13. Januar 2012                          |                              |
| 35              | 15               | Weaselgate                          | Mit allen Mitteln                               | 27. Juni 2011                    | 19. August 2011                          |                              |
| 36              | 16               | Prank Week 2                        | Herr der Streiche 2: Die Rache                  | 1. August 2011                   | 12. August 2011                          |                              |
| 37              | 17               | Pain Games                          | Die Spiele der Qualen                           | 8. August 2011                   | 14. Januar 2012                          |                              |
| 38              | 18               | Iron Weasel Gets Schooled           | Zurück in die Schule                            | 15. August 2011                  | 19. März 2012                            |                              |
| 39              | 19               | Kicked Out for Band Behavior        | Unter Kontrolle                                 | 26. September 2011               | 21. März 2012                            |                              |
| 40              | 20               | Iron Weasel vs. Mini Weasel         | Iron Weasel gegen Mini Weasel gegen Mega Weasel | 3. Oktober 2011                  | 22. März 2012                            |                              |
| 41              | 21               | Trippnotized                        | Unter Hypnose                                   | 7. Dezember 2011                 | 20. März 2012                            |                              |
| 42              | 22               | Raiders of the Lost Dad             | Jagd des verlorenen Vaters                      | 9. Dezember 2011                 | 23. März 2012                            |                              |

## Musik
Obwohl Steve Valentine den Leadsinger Derek spielt, wurde ein professioneller Sänger, Chuck Duran, engagiert, um die Lieder einzusingen. Da dieser für die zweite Staffel nicht verfügbar war, wurden die neuen Songs von Robert Mason eingesungen.

### Songs von Iron Weasel
| Songtitel                      | Premiere in Episode                |
| ------------------------------ | ---------------------------------- |
| Weasel Rock You                | Hier kommt Iron Weasel/Titelsong   |
| Pull My Finger                 | Hier kommt Iron Weasel             |
| You’re My Baby                 | Geburtstagstraum(a)                |
| I’ll Never Learn               | Die nervige Arlene                 |
| Pretty Bitter/Kitty Litter     | Die Kater-Strophe                  |
| Band Van                       | Tripps erste Tour                  |
| Chucky’s Song                  | Nieder mit Iron Weasel!            |
| I Wanna Punch Stuff            | Riffs des Zorns                    |
| Spiders, Snakes, and Clowns    | Spinnen, Schlangen und Clowns      |
| Got No Class                   | Hausmeister Ash                    |
| Face Down in a Plate of Nachos | Stress raus, Ruhe rein             |
| Geezers Rock                   | Knackige Rocker, rockige Knacker   |
| That’s The Weasel Way          | Jeder gegen jeden gegen alle       |
| Rock Hard or Go Home           | Der Leguan, das Baby und die Gurke |
| I Got Your Back                | Izzy’s Rockband                    |
| Pretty Ugly                    | Duell im Rampenlicht               |

| Songtitel                            | Premiere in Episode         |
| ------------------------------------ | --------------------------- |
| We May Be Crazy (Never Turning Back) | Tripp’s Metalband – Teil 2  |
| Smells Like Fun                      | Tripp’s Rockband an Bord    |
| Monkey Rock You                      | Zum Affen gemacht           |
| Get Away From Me                     | Chucky’s Rache              |
| Kick A Little Butt                   | Iron Weasel vs. Mini Weasel |
| We Are Awesome                       | Raiders of the Lost Dad     |